# شوندورف (راینلاند-فالتس)
شوندورف (به آلمانی: Schöndorf) یک شهر در آلمان است که در تریر-زاربورگ واقع شده‌است. شوندورف ۸۲۱ نفر جمعیت دارد.